# Felipe Melo
Felipe Melo (* 26. června 1983) je brazilský fotbalový záložník, který v současnosti hraje za brazilský klub Palmeiras. Zúčastnil se Mistrovství světa v roce 2010 v Jižní Africe. Mimo Brazílie hrál ve Španělsku, Itálii a Turecku. Známý je především pro svoji tvrdou hru kdy se nebojí na soupeře přitlačit. Se svou manželkou Robertou má dceru a tři syny.